# Pete York
Pour les articles homonymes, voir York.

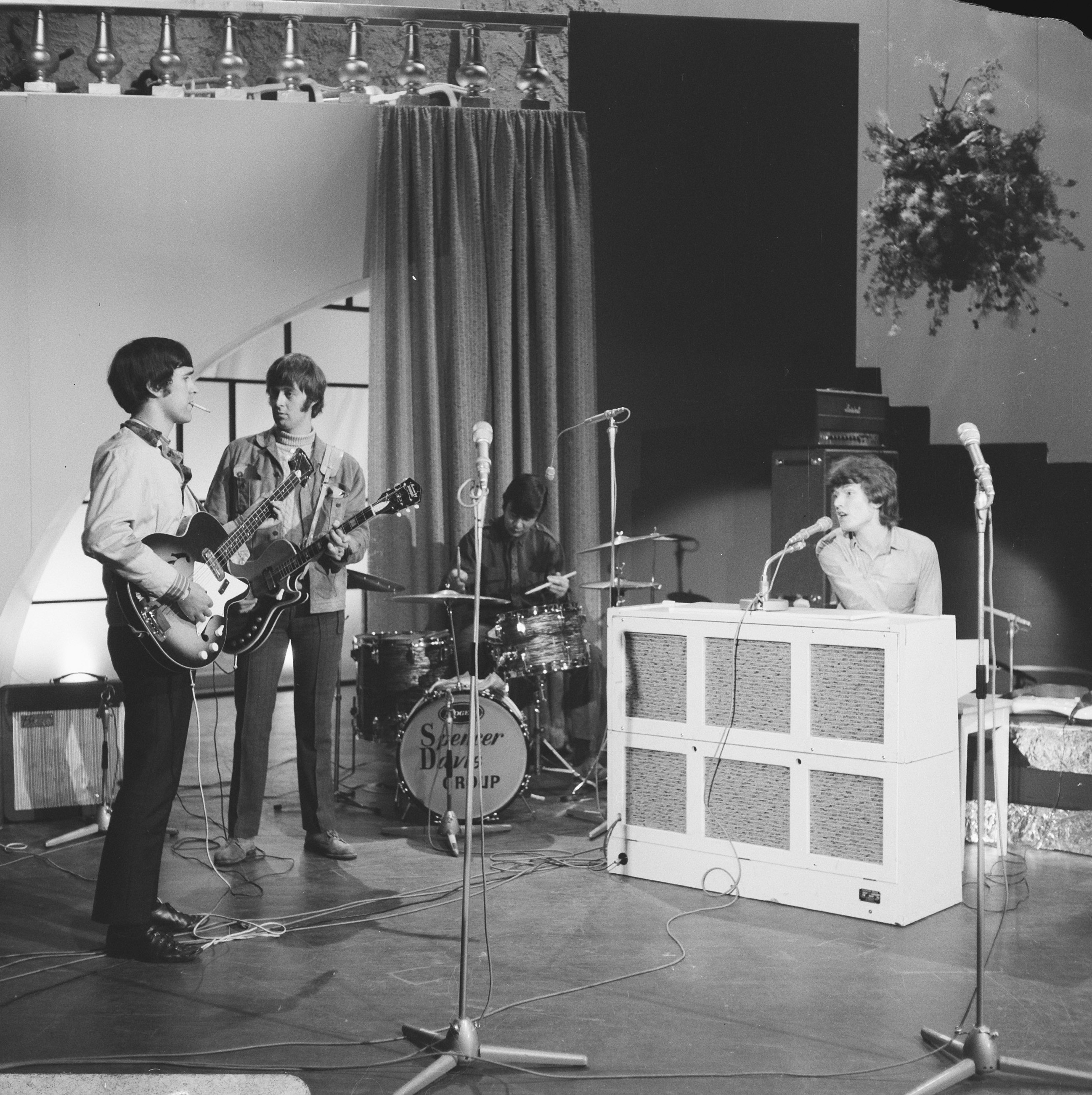
The Spencer Davis Group en 1966
Pete York à la batterie

Peter York (né le 15 août 1942 à Redcar, Yorkshire, Angleterre) est un batteur de rock britannique  qui se produit depuis les années 1960.

## Jeunesse
Né à Redcar, il fréquente la Nottingham High School et append à jouer de la trompette et de la caisse claire dans un orchestre scolaire. Il fréquente également le Trent College . À sa sortie d'école, il débute un apprentissage commercial.

## Spencer Davis Group
Il est l'un des membres originaux du groupe Spencer Davis, avec Spencer Davis et les frères Steve et Muff Winwood . York restera avec le groupe jusqu'en 1969.

## Carrière ultérieure
Pete quitte le groupe Spencer Davis pour former Hardin et York avec Eddie Hardin. Ils se produisent en tant que Hardin & York à Rockpalast.
En 1966, Eric Clapton's Powerhouse est un groupe de blues éphémère. Il met en vedette Eric Clapton (guitare) et comprend Paul Jones (harmonica) et Jack Bruce (basse), Steve Winwood (chant) avec York (batterie) et Ben Palmer (piano).
En 1974, sous le nom de The Blueshounds (avec Roger Hill à la guitare et Graham Gallery à la basse), il accompagne le chanteur et pianiste de la Nouvelle-Orléans, Cousin Joe sur son album  "Soul-shouting Bluesman from New Orleans" (Big Bear Records).
Dans les années 80, York dirige un groupe de célébrités appelé Olympic Rock & Blues Circus, avec une formation évolutive composée de Jon Lord, Miller Anderson, Tony Ashton, Brian Auger, Zoot Money, Colin Hodgkinson, Chris Farlowe et bien d'autres. Olympic Rock & Blues Circus tourne principalement en Allemagne, en 1981/82 et 1989, et apparaît également sporadiquement au Royaume-Uni sous le nom d'Endangered Species.
En février 1987, York commence sa première série de "Superdrumming" avec Ian Paice, Louie Bellson, Cozy Powell, Gerry Brown et Simon Phillips .
L'année suivante, 1988, la deuxième série de "Superdrumming" met en vedette Billy Cobham, Bill Bruford, Dave Mattacks, Zak Starkey, Nicko McBrain, Jon Lord et Eddie Hardin .
La troisième série de "Superdrumming" incorpore Jon Hiseman, Steve Ferrone, Mark Brzezicki, Trilok Gurtu et le retour de Ian Paice . Le groupe de musiciens de cette série est composé de Miller Anderson, Colin Hodgkinson, Brian Auger, Jon Lord et Barbara Thompson.
En 1989, Brian Auger est directeur musical de la série rétrospective de films en treize parties Villa Fantastica, réalisée pour la télévision allemande. Un enregistrement live de la série, Super Jam (1990), comprend Brian Auger au piano, York à la batterie, Dick Morrissey au saxophone ténor, Roy Williams au trombone, Harvey Weston à la basse, ainsi que les chanteurs Zoot Money et Maria Muldaur .
En 1990, la quatrième série de "Superdrumming" a lieu à Fribourg en Allemagne avec les batteurs Ian Paice, Jon Hiseman, Cozy Powell et York.
York joue de la batterie pour l'artiste allemand et musicien de jazz Helge Schneider à plusieurs reprises depuis 2004, à la fois sur les enregistrements de Schneider et en tournée. York joue également dans le film Jazzclub de Schneider.
York participe au projet " Drum Legends " avec Herman Rarebell de Scorpions, sorti sur CD et sur DVD live en compagnie du batteur de jazz Charly Antolini .

## Discographie

### The Spencer Davis Group
- Their First LP (1965)
- The Second Album (1966)
- Autumn '66 (1966)
- Gimme Some Lovin' (1967)
- I'm A Man (1967)
- Here We Go 'Round The Mulberry Bush OST (1968, with Traffic)
- Heavies (1969)
- With Their New Face On (1968)
- Gluggo (1973)
- Living in a Back Street (1974)
- Catch You on the Rebop – Live in Europe '73 (1995)
- Somebody Help Me: The Best of 1964–1968 (2001)
- Live in Manchester 2002 (2002)

### Hardin & York
- Tomorrow Today Bell SBLL125 (1969)
- The World's Smallest Big Band Bell SBLL136 (1970)
- For The World  Bell SBLL141 (1971)
- Hardin & York with Charlie McCracken  Vertigo 6360622 (1974)
- Hardin & New York  Teldec 624595 (1979)
- Live At The Marquee 1971 RPM RPM135 (1994)
- Hardin & York Live Repertoire REP 4459-WY (1994) 1970 recording, previously a bootleg
- Still A Few Pages Left RPM Thunderbird CSA 106 (1995)

#### Rééditions
- For The World  See For Miles (1985)
- Tomorrow Today Repertoire REP 4481-WY (1994)
- World Smallest Big Band  Repertoire REP 4482-WY (1994)

### Jon Lord
- Windows (1974)
- Sarabande (1976)

- Pictured Within (1998)
- Beyond the Notes (2004)
- Jon Lord Blues Project – Live (2011)

### Projets solo
- The Pete York Percussion Band – The Pete York Percussion Band (1972)
- Pete York's New York – Into the Furnace (1980)
- Pete York's New York – What's the Racket (1981)
- Olympic Rock & Blues Circus – Olympic Rock & Blues Circus (1981)
- Open Road (1981)
- Pete York's New York – Pete York's New York (1983)
- Super Drumming Vol. 1 (1987)
- Super Drumming Vol. 2 (1989)
- Super Drumming Vol. 3 (1990)
- String Time in New York (1990)
- Superblues (1994)
- Swinging Hollywood (1994)
- Pete York's Blue Jive Five – Live – Listen Here! (1996)
- Pete York's Blue Jive Five – Live – Second Set (1998)
- Pete York Jazz Stars – Live & Swinging (1998)
- The Pete York Percussion Band – Extension 345 – Live 1974 (2005)
- Herman Rarebell/Pete York/Charly Antolini – Drum Legends – Live 2005 (2007)
- Pete York & Young Friends – Basiecally Speaking (2013)

### Participations
- Nazareth – Nazareth (1971)
- Eddie Playboy Taylor & The Blueshounds – Ready for Eddie (1975)
- Rick Sanders/Pete York/Steve Richardson – String Time (1983)
- Pete York/"Wolfhound" Wolfgang Schmid/Lenny Mac Dowell – Once Upon A Time... Der Rattenfänger Von Hameln (1983)
- Pete York/"Wolfhound" Wolfgang Schmid/Lenny Mac Dowell – Wireless (1984)
- Spencer Davis/Pete York/Colin Hodgkinson – Live Together (1985)
- Brian Auger/Pete York/Colin Hodgkinson – Steaming (1985)
- Chris Farlowe/Spencer Davis/Pete York/Colin Hodgkinson/Zoot Money/Miller Anderson – Extremely Live At Birmingham Town Hall (1988)
- GoodTimes-All-Star-Band – Good Times Songs  (2009)
- Helge und Band – Komm Hier Haste Ne Mark! Live (2011)